# Suffocation (musikalbum)
Suffocation är det amerikanska death metal-bandet Suffocations femte studioalbum. Albumet släpptes i september 2006 av skivbolaget Relapse Records. Avslutningsspåret "Prelude to Repulsion" är en nyinspelning av spåret med samma namn från bandets tidigare studioalbum Breeding the Spawn.

## Låtförteckning
1. "Oblivion" (instrumental) – 0:40
2. "Abomination Reborn" – 3:33
3. "Redemption" – 5:24
4. "Bind Torture Kill" – 5:44
5. "Misconceived" – 3:35
6. "Translucent Patterns of Delirium" – 3:31
7. "Creed of the Infidel" – 4:23
8. "Regret" – 3:51
9. "Entrails of You" – 4:21
10. "The End of Ends" – 4:14
11. "Prelude to Repulsion" (nyinspelning av låt från Breeding the Spawn) – 4:58

Text och musik: Suffocation

## Medverkande
Musiker (Suffocation-medlemmar)
- Frank Mullen − sång
- Terrance Hobbs – gitarr
- Derek Boyer – basgitarr
- Guy Marchais – gitarr
- Mike Smith − trummor

Produktion
- Suffocation – producent
- Joe Cincotta – ljudtekniker, mixning
- Alan Douches – mastering
- Orion Landau – omslagsdesign
- Jon Zig – omslagskonst
- Scott Kinkade – foto